# Historia życia i czynów Skanderbega, księcia Epirotów
Historia życia i czynów Skanderbega, księcia Epirotów (łac. Historia de vita et gestis Scanderbegi Epirotarum principis) - jedna z najważniejszych prac Marina Barletiego, została wydana w Wenecji w 1510 roku.

## Znaczenie publikacji
Publikacja była do końca XIX wieku uważana za główne źródło dotyczące historii postaci albańskiego bohatera narodowego, Skanderbega. Według Fana Nolego, dzięki tej publikacji historia Skanderbega i pamięć o nim zostały uratowane od zapomnienia.